# Eugénie Bouchard
Eugénie "Genie" Bouchard Leclair (Westmount, Quebec, 25 de febrero de 1994) es una exjugadora de tenis y jugadora de pickleball profesional canadiense activa. El 20 de octubre de 2014, alcanzó la posición número 5 de la clasificación mundial de la WTA. Es la primera tenista canadiense en alcanzar una final de Grand Slam.
El 2 de julio de 2012 fue la número 2 en la clasificación de júnior. En el año 2012, Bouchard se convirtió en la primera canadiense en ganar un Grand Slam en individuales con su victoria en Wimbledon (júnior femenino). También ganó en Wimbledon, como júnior los torneos de dobles de 2011 y 2012.
Hoy, día 31 de Julio ha colgado la raqueta tras caer frente a Belinda Bencic en el Máster 1000 de Montreal.

## Carrera

### 2005-10
En 2005, Bouchard participó en torneos ITF juniors obteniendo sus primeros títulos como en Costa Rica en categoría de dobles y en el 2008 en Burlington, Canadá en individuales. En 2009 y con sólo 15 años, ganó el campeonato de indoor canadiense sub-18 en Toronto. Ganó su primer partido profesional en Caserta, Italia, derrotando a la n.º 798 Frederica Grazioso, por 6-4, 7-6(9). También en 2009, ganó el Campeonato Panamericano ITF disputado en Oklahoma.

### 2011

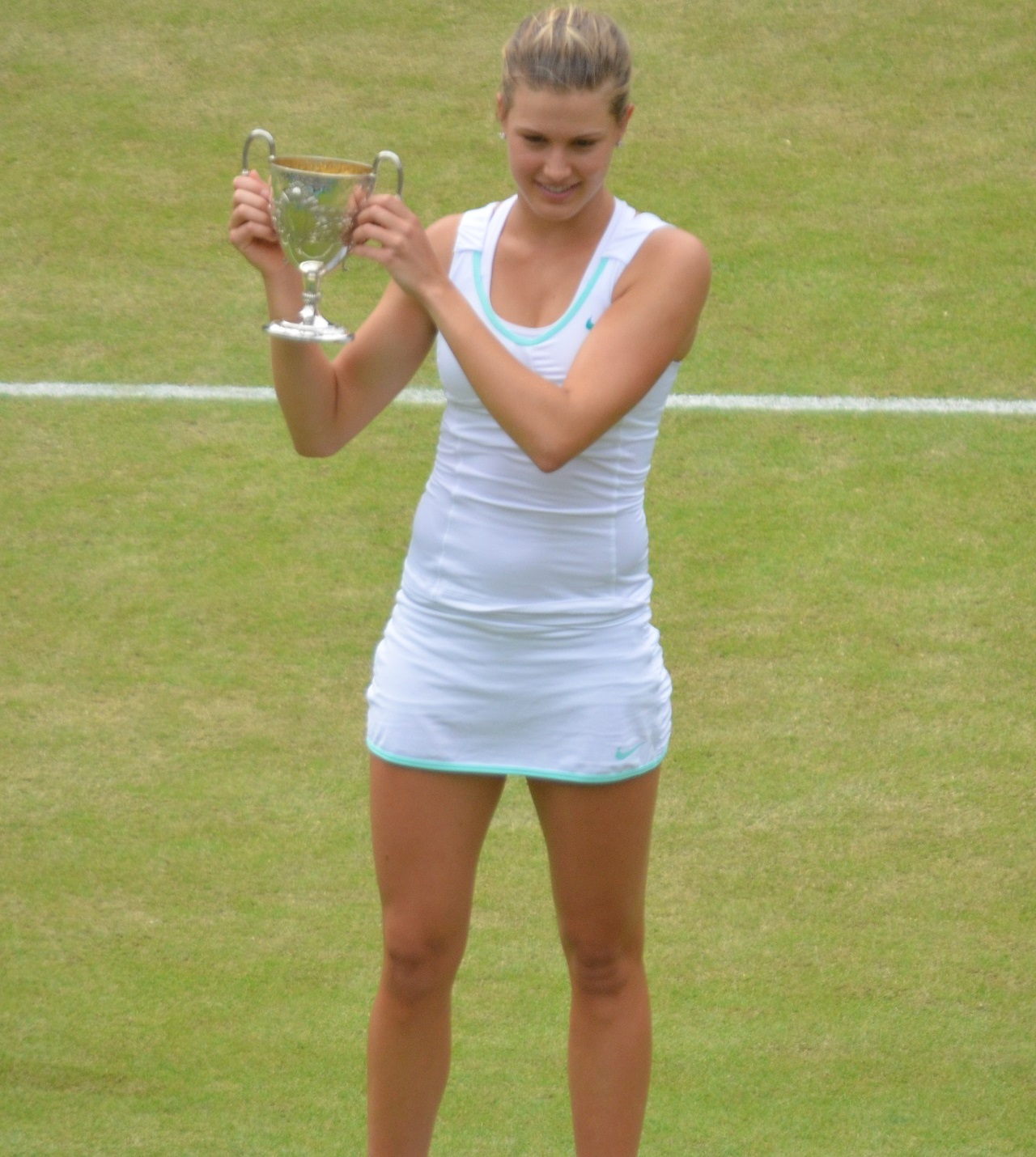
Bouchard con su trofeo después de su victoria en el Campeonato de Wimbledon 2012 categoría juvenil.

En el Abierto de Australia 2011, llegó a semifinales en individuales categoría júnior cayendo derrotada ante la quinta cabeza de serie, la puertorriqueña Mónica Puig con un marcador de 4-6, 4-6. Una semana más tarde, ganó su primer título profesional en el ITF, en la ciudad de Burnie, Australia, derrotó en la final a Zheng Saisai por 6-4 y 6-3 para ganar el torneo que repartía 25 000 US$ en premios. Ganó su segundo título profesional en abril en el ITF de 10 000 US$ en Sibenik, Croacia, derrotando en la final a Jessica Ginier por 6-2, 6-0. No participó en el Torneo de Roland Garros por una lesión. Pero volvió para disputar el Campeonato de Wimbledon 2011. Bouchard perdió en los cuartos de final del evento juvenil individuales ante la favorita número tres del torneo Irina Jromachova 2-6, 2-6, pero ganó el evento de dobles juvenil con su pareja Grace Min.

### 2012
Bouchard llegó a las semifinales del Abierto de Australia 2012 categoría júnior por segundo año consecutivo, cayendo derrotada por 5-7, 1-6 ante Yulia Putintseva. Bouchard ganó su primer título de dobles profesionales en el torneo ITF de 50 000 US$ en la ciudad de Dothan (Alabama), junto a Jessica Pegula como pareja. Derrotaron en la final a sus compatriotas canadienses Sharon Fichman y Marie-Ève Pelletier por 6-4, 4-6, [10-5]. En mayo, Bouchard ganó su tercer título de sencillos profesional en los torneos de 10 000 US$ ITF Challenger en Båstad venciendo por 7-64, 6-0 a Katharina Lehnert en la final. En la próxima semana, ganó su segundo título ITF 10 000 dólares nuevamente en Båstad, cuando derrotó a Milana Spremo 6-3, 6-0 en la final. Eugenie ganó el título de sencillos júnior en el Campeonato de Wimbledon 2012 venciendo con un 6-2, 6-2 a la tercera cabeza de serie Elina Svitolina. Se convirtió en el primer canadiense en ganar un torneo de Grand Slam en individuales. También ganó el título de dobles por segundo año consecutivo, esta vez junto a la estadounidense Taylor Townsend, después de vencer a Belinda Bencic y Ana Konjuh por 6-4, 6-3 en la final. A finales de julio, Bouchard ganó su segundo torneo ITF de 25 000 US$ y quinto título de individuales de su carrera en el Challenger en Granby. Ella derrotó a su compatriota canadiense Stéphanie Dubois por 6-2, 5-2 y retiro en la final. Participó una semana después en el Torneo de Washington 2012 donde fue galardonada con un comodín para el cuadro principal. Bouchard llegó por primera vez en su carrera a los cuartos de final en un torneo WTA, pero fue derrotada 4-6, 4-6 por Sloane Stephens. En el Masters de Canadá 2012, sorprendió en primera ronda a la ex n.º 11 del mundo Shahar Pe'er derrotándola por 3-6, 6-2, 7-5. Luego perdió en la siguiente ronda ante la china Li Na por 4-6, 4-6. Bouchard llegó a su primera final de un torneo de 50 000 US$ en el Challenger de Saguenay, pero perdió 4-6, 2-6 frente a Madison Keys.

### 2013

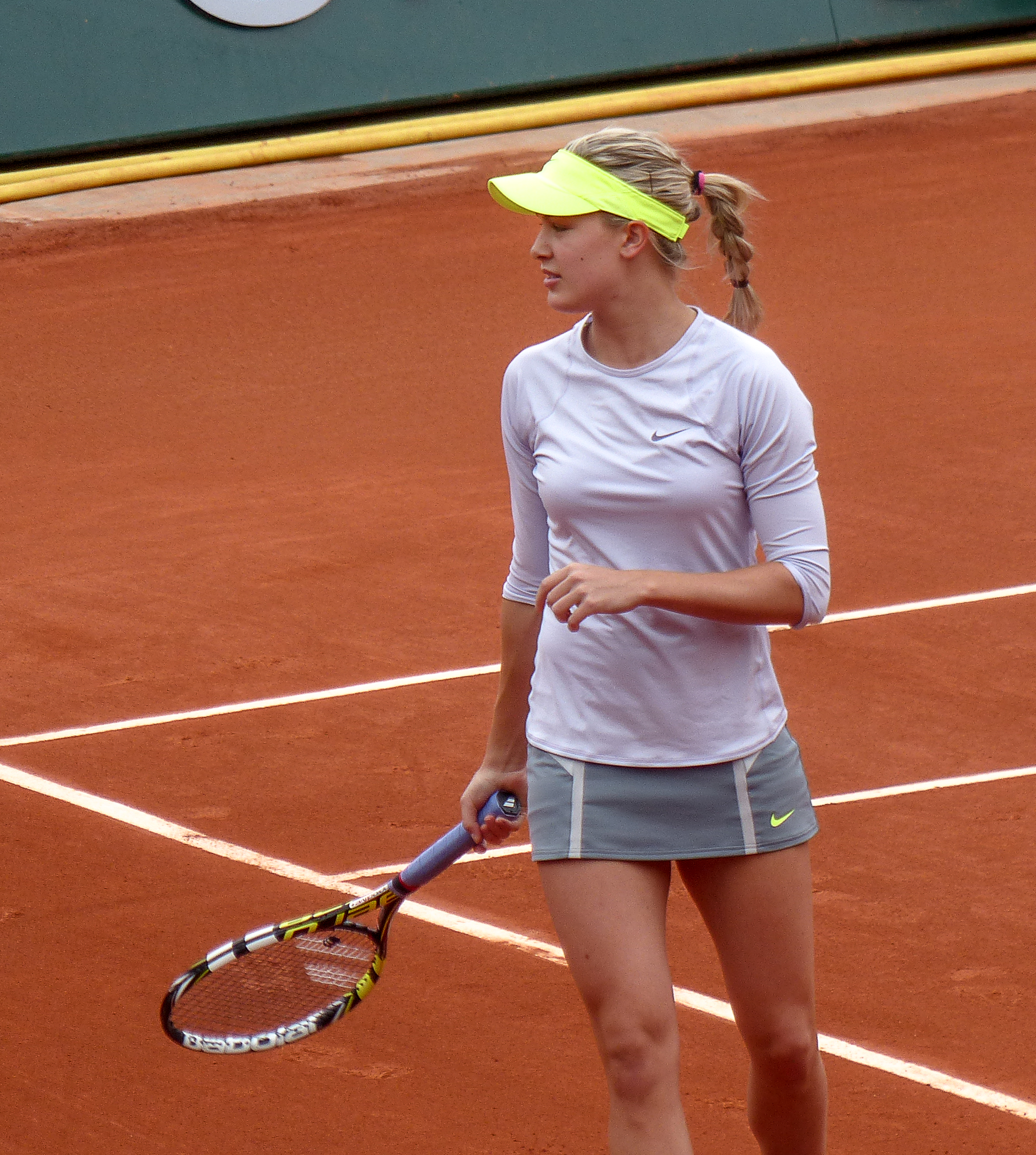
Bouchard en el Torneo de Roland Garros 2013.

Al comienzo de la temporada, Bouchard intentó clasificarse para el cuadro principal en el Torneo de Sídney 2013 pero perdió ante Storms Sanders en la primera ronda de la fase de clasificación 6-7(6), 6-7(6). Posteriormente jugó la fase de clasificación para el Abierto de Australia 2013, pero perdió 6-7(7), 6-7(6) ante Daria Gavrilova en la segunda ronda. Bouchard jugó en el cuadro principal del Copa Bionaire 2013 en Cali, Colombia. Venció a Laura Thorpe por 7-5, 6-2 en la primera ronda, pero perdió ante la rusa Aleksandra Panova 3-6, 7-5, 6-7(4) en la siguiente ronda.  Su siguiente torneo fue el Torneo WTA de Bogotá 2013, donde tenía que jugar las rondas de clasificación de nuevo. Venció a Richèl Hogenkamp por 6-4, 6-0 en la primera ronda, pero perdió 4-6, 5-7 ante Arantxa Parra Santonja en la segunda, que le impidió acceder al cuadro principal. Bouchard jugó en el cuadro principal del Abierto Mexicano de Tenis 2013 en Acapulco, México. Derrotó a Eva Birnerová en la primera ronda, ganando por 7-6(5), 6-3. Luego se enfrentó a la campeona defensora y primera cabeza de serie Sara Errani y cayó derrotada por 6-7(4), 2-6. Recibió una wild card para el Masters de Miami 2013 donde derrotó a Shahar Pe'er 4-6, 6-1, 6-4 y fue derrotada en la segunda ronda por la número 2 del mundo María Sharápova.  Posteriormente compitió en el Torneo de Charleston 2013, donde accedió con éxito en el cuadro principal, derrotó en primera ronda a la también clasificada Nastassja Burnett, por 6-2, 6-3. También derrotó al n.º 42 del mundo Laura Robson en tres sets en la segunda ronda, en lo que fue su primera victoria ante una top 50. Luego tuvo su victoria más resonante en lo que iba de su carrera cuando derrotó a la excampeona del Abierto de EE. UU. Samantha Stosur por 6-1, 2-0 (ret.) para acceder por primera vez a los cuartos de final de un torneo WTA Premier. A pesar de caer derrotada ante la serbia Jelena Janković 2-6, 1-6, la aparición de cuartos de final le aseguró un lugar en el top 100 por primera vez.
Eugénie disputó el Torneo de Estrasburgo, donde realizó otro buen papel llegando a las semifinales al derrotar a Silvia Soler Espinosa, Camila Giorgi y Anna Tatishvili todos en sets corridos, pero perdió 5-7, 7-6(5), 3-6 ante la eventual campeona del torneo Alizé Cornet. Bouchard participó en su primer torneo Grand Slam en el Torneo de Roland Garros 2013, donde derrotó a Tsvetana Pironkova en sets corridos. Su próximo rival fue la campeona defensora y n.º 2 del mundo María Sharápova, cayendo derrotada por 2-6, 4-6.  En el Campeonato de Wimbledon 2013, Bouchard venció a la clasificada Galina Voskobóyeva en su primer partido en tres duros sets. En la segunda vuelta, tuvo uno de los mayores triunfos de su carrera al vencer a la n.º 12 y ex n.º 1 Ana Ivanovic 6-3, 6-3 en la pista central. Terminó siendo eliminada en la tercera ronda 5-7, 2-6 por Carla Suárez Navarro. A principios de agosto, Bouchard alcanzó la final de dobles en el torneo en el Torneo de Washington 2013 que fue la primera final WTA de su carrera. Fue derrotada, junto a su pareja Taylor Townsend, 3-6, 3-6 por Shuko Aoyama y Vera Dushevina en la final. La próxima semana, llegó a la segunda ronda por segundo año consecutivo en el Masters de Canadá 2013, pero fue derrotada por la campeona defensora Petra Kvitová 3-6, 2-6. En el Abierto de Estados Unidos 2013, fue derrotada la n.º 9 Angelique Kerber 4-6, 6-2, 3-6 en la segunda ronda. Bouchard logró llegar a la segunda semifinal de su carrera en el Torneo de Quebec 2013 a mediados de septiembre, pero fue eliminada por Lucie Šafářová 6-3, 3-6, 2-6. En el Premier de Tokio 2013, Bouchard tuvo una participación notable. Derrotó a Mónica Puig en la primera ronda y la cabeza de serie n.º 9 Sloane Stephens en tres apretados sets en la segunda. En la tercera ronda,  venció a la ex número 1 del mundo y la sexta favorita Jelena Janković, en lo que fue su segunda victoria sobre una Top 10, en dos sets para llegar a su primer cuartos de final en un torneo WTA Premier 5 y cuarto cuartos de final WTA de su carrera. Fue derrotada por Venus Williams 3-6, 7-6(4), 3-6 en la siguiente ronda en más de tres horas de juego.

### 2014
Bouchard comenzó la nueva temporada disputando la Copa Hopman 2014 donde representó a Canadá junto a Milos Raonic. Terminaron segundos en el Grupo A detrás de Polonia, en lo que fue el mejor resultado para el país en la historia de esta competencia.
En su primer torneo oficial, el Torneo de Sídney 2014, cayó derrotada por 4-6, 3-6 ante Bethanie Mattek-Sands en la primera ronda. La próxima semana, Bouchard ganó su primer partido en el Abierto de Australia 2014 7-5, 6-1 sobre la invitada Tang Haochen alcanzando de esta manera por lo menos la segunda ronda en los 4 Grand Slams. En la siguiente ronda, derrotó a Virginie Razzano por el marcador de 6-2, 7-6(10). En la tercera ronda, derrotó a Lauren Davis 6-2 y 6-2. En la cuarta ronda, derrotó a Casey Dellacqua 6-7(5), 6-2, 6-0 y avanzó a los cuartos de final. Bouchard es la primera canadiense en llegar a cuartos de final de un Grand Slam desde Patricia Hy-Boulais en el año 1992. En los cuartos de final, derrotó a Ana Ivanovic 5-7, 7-5, 6-2 y avanzó a las semifinales. Esta es la primera vez que una canadiense ha llegado a este nivel en el Abierto de Australia y sólo la segunda vez en la historia después de Carling Bassett-Seguso en el US Open de 1984. Fue detenida por la n.º 4 Li Na por 2-6, 4-6 en las semifinales, pero su clasificación ascenderá al Top 20 por primera vez después de este torneo.
En febrero, participó en el Abierto de Catar 2014 (donde llegó a primera ronda) y en el Abierto Mexicano de Tenis 2014 donde llegó a cuartos de final, cayendo ante la francesa Caroline Garcia 3-6, 6-4, 6-1. En marzo, participó en el Masters de Indian Wells 2014 donde tras haber derrotado a la italiana Sara Errani 6-1, 6-1, llegó a cuarta ronda, pero fue detenida por la jugadora más joven del top 10, Simona Halep 6-2, 1-6, 6-4.
En el Roland Garros 2014 Bouchard llegó como preclasificada n.º 18. En primera ronda venció a Shahar Peer en sets corridos 6-0, 6-2. En segunda ronda se midió ante la alemana Julia Görges a quien ganó con parciales 2-6, 6-2, 6-1. En la siguiente fase la canadiense derrota en sets corridos 7-5, 6-4 a Johanna Larsson. Ya instalada en cuarta ronda, Bouchard vence fácilmente a la cabeza de serie n.º 8 Angelique Kerber en sets corridos 6-1, 6-2. En los cuartos de final se encuentra con la española Carla Suárez Navarro, y en un ajustado partido logra imponerse con parciales 7-6, 2-6, 7-5. De esta forma, Bouchard avanzó a su segunda semifinal de un Grand Slam, y de manera consecutiva. En dicha instancia cayó frente a la rusa María Sharápova con parciales 6-4, 5-7, 2-6.
Bouchard sufrió una salida en primera ronda en el Topshelf Open 2014, donde fue tercera cabeza de serie, perdió ante la estadounidense Vania King en tres sets.
En Wimbledon, Bouchard derrotó a Daniela Hantuchová, Silvia Soler Espinosa, Andrea Petkovic, Alizé Cornet y Angelique Kerber, no perdió ni un solo set en todos estos partidos, para llegar a su tercera semifinal consecutiva de Grand Slam. Con esto, se convirtió en la primera jugadora de la WTA en llegar a las semifinales de los primeros tres Grand Slams de la temporada desde que Dinara Sáfina lo hiciera en el 2009, y garantizó alcanzar por primera vez el top 10 del ranking WTA después del torneo. Derrotó a la número tres del mundo, Simona Halep, en tres sets para convertirse en la primera mujer canadiense, y el primer jugador que representa a Canadá en lograr una final de Grand Slam en la rama individuales, en la que cayó ante la campeona de Wimbledon 2011, Petra Kvitová, en sets corridos 6-3, 6-0.
Luego de haber perdido en la Ronda 16 del US Open 2014 tuvo una mala racha de muchos partidos hasta el torneo de Wuhan, llegando a la final venciendo a Caroline Wozniacki en sets corridos con un 6-2 6-3. En la final, donde se presentaba como la revancha de Wimbledon, pero perdió 3-6 4-6. Una buena noticia es que Genie pudo clasificar al torneo de los mejores del año en Singapur

### 2024-25: Apariciones esporádicas y retiro
Bouchard debutó en una cancha de tenis profesional durante seis meses en un evento de la ITF en Florida en mayo de 2025, donde alcanzó los cuartos de final, pero se retiró al comienzo del tercer set contra la primera cabeza de serie, Kayla Day.
Con una invitación, formó pareja con Sloane Stephens en el dobles del Citi DC Open de 2024, perdiendo en primera ronda.
Bouchard perdió en la primera ronda de la fase clasificatoria del Abierto de Canadá de 2024 contra Moyuka Uchijima. Ese sería su último partido durante casi un año, hasta el Abierto del Salón de la Fama de 2025, donde, participando como invitada, perdió contra Anna Rogers en primera ronda.
El 16 de julio de 2025, Bouchard anunció su retiro del tenis profesional tras el Másters de Canadá de 2025, al que se había inscrito como invitada. En redes sociales, escribió: "Sabrán cuándo es el momento. Para mí, es ahora. Terminando donde todo empezó: Montreal". Junto con Clervie Ngounoue, recibió una invitación para el dobles del Abierto de Washington de 2025, pero perdió en primera ronda contra otras invitadas, Hailey Baptiste y Venus Williams.
En el Abierto de Canadá de 2025, comenzó su torneo de despedida con una victoria en primera ronda sobre Emiliana Arango en tres sets, lo que marcó su victoria número 300 en el Tour. Bouchard perdió en segunda ronda contra Belinda Bencic, cabeza de serie número 17, también en tres sets.

## Actuación en torneosGrand Slam

### Individuales
| Torneos              | 2013 | 2014 | 2015 | 2016 | 2017 | 2018 | 2019 | Títulos | G–P   |
| -------------------- | ---- | ---- | ---- | ---- | ---- | ---- | ---- | ------- | ----- |
| Abierto de Australia | Q2   | SF   | CF   | 2R   | 3R   | 2R   | 2R   | 0 / 5   | 13–5  |
| Roland Garros        | 2R   | SF   | 1R   | 2R   | 2R   | Q1   | 1R   | 0 / 5   | 8-5   |
| Wimbledon            | 3R   | F    | 1R   | 3R   | 1R   | 2R   | 1R   | 0 / 6   | 11–6  |
| US Open              | 2R   | 4R   | 4R   | 1R   | 1R   | 2R   | 1R   | 0 / 5   | 8–7   |
| Ganados–Perdidos     | 4–3  | 19–4 | 7-4  | 4-4  | 3-4  | 3-3  | 1-4  | 0 / 20  | 40-23 |

## Torneos de Grand Slam

### Individual

#### Finalista (1)
| Año  | Campeonato | Oponente en la final | Resultado |
| 2014 | Wimbledon  | Petra Kvitová        | 3-6, 0-6  |

## Títulos WTA (2; 1+1)

### Individual (1)
| Leyenda                                |
| Grand Slam (0)                         |
| WTA Tour Championships (0)             |
| P. Mandatory & Premier 5, WTA 1000 (0) |
| Premier, WTA 500 (0)                   |
| International, WTA 250 (1)             |

| N.º | Fecha              | Torneo    | Superficie    | Oponente en la final | Resultado     |
| --- | ------------------ | --------- | ------------- | -------------------- | ------------- |
| 1.  | 24 de mayo de 2014 | Núremberg | Tierra batida | Karolína Plíšková    | 6-2, 4-6, 6-3 |

#### Finalista (7)
| N.º | Fecha                    | Torneo       | Superficie    | Oponente en la final | Resultado        |
| --- | ------------------------ | ------------ | ------------- | -------------------- | ---------------- |
| 1.  | 13 de octubre de 2013    | Osaka        | Dura          | Samantha Stosur      | 6-3, 5-7, 2-6    |
| 2.  | 5 de julio de 2014       | Wimbledon    | Hierba        | Petra Kvitová        | 3-6, 0-6         |
| 3.  | 27 de septiembre de 2014 | Wuhan        | Dura          | Petra Kvitová        | 3-6, 4-6         |
| 4.  | 16 de enero de 2016      | Hobart       | Dura          | Alizé Cornet         | 1-6, 2-6         |
| 5.  | 6 de marzo de 2016       | Kuala Lumpur | Dura          | Elina Svitólina      | 7-6(5), 4-6, 5-7 |
| 6.  | 13 de septiembre de 2020 | Estambul     | Tierra batida | Patricia Maria Țig   | 6-2, 1-6, 6-7(4) |
| 7.  | 13 de marzo de 2021      | Guadalajara  | Dura          | Sara Sorribes        | 2-6, 5-7         |

### Dobles (1)
| Leyenda                                |
| Grand Slam (0)                         |
| WTA Tour Championships (0)             |
| P. Mandatory & Premier 5, WTA 1000 (0) |
| Premier, WTA 500 (0)                   |
| International, WTA 250 (1)             |

| N.º | Fecha              | Torneos  | Superficie | Pareja      | Oponentes en la final               | Resultado        |
| --- | ------------------ | -------- | ---------- | ----------- | ----------------------------------- | ---------------- |
| 1.  | 6 de enero de 2019 | Auckland | Dura       | Sofia Kenin | Paige Mary Hourigan Taylor Townsend | 1-6, 6-1, [10-7] |

#### Finalista (4)
| N.º | Fecha                 | Torneos    | Superficie | Pareja           | Oponentes en la final            | Resultado           |
| --- | --------------------- | ---------- | ---------- | ---------------- | -------------------------------- | ------------------- |
| 1.  | 4 de agosto de 2013   | Washington | Dura       | Taylor Townsend  | Shuko Aoyama Vera Dushevina      | 3-6, 3-6            |
| 2.  | 5 de agosto de 2017   | Washington | Dura       | Sloane Stephens  | Shuko Aoyama Renata Voráčová     | 3-6, 2-6            |
| 3.  | 21 de octubre de 2017 | Luxemburgo | Dura (i)   | Kirsten Flipkens | Lesley Kerkhove Lidziya Marozava | 7-6(4), 4-6, [6-10] |
| 4.  | 7 de marzo de 2021    | Lyon       | Dura (i)   | Olga Danilović   | Viktória Kužmová Arantxa Rus     | 6-3, 5-7, [7-10]    |

## Circuito ITF (Finales)
| $100,000 torneos |
| $75,000 torneos  |
| $50,000 torneos  |
| $25,000 torneos  |
| $15,000 torneos  |
| $10,000 torneos  |

### Individuales: 7 (6–1)
| Resultado | N.º | Fecha                  | Torneo            | Superficie    | Rival             | Resultado      |
| --------- | --- | ---------------------- | ----------------- | ------------- | ----------------- | -------------- |
| Ganadora  | 1.  | 5 de febrero de 2011   | Burnie, Australia | Dura          | Saisai Zheng      | 6-4, 6-3       |
| Ganadora  | 2.  | 10 de abril de 2011    | Šibenik, Croacia  | Tierra batida | Jessica Ginier    | 6-2, 6-0       |
| Ganadora  | 3.  | 12 de mayo de 2012     | Båstad, Suecia    | Tierra batida | Katharina Lehnert | 7-6(4), 6-0    |
| Ganadora  | 4.  | 19 de mayo de 2012     | Båstad, Suecia    | Tierra batida | Milana Špremo     | 6-3, 6-0       |
| Ganadora  | 5.  | 22 de julio de 2012    | Granby, Canadá    | Dura          | Stéphanie Dubois  | 6-2, 5-2, ret. |
| Finalista | 1.  | 28 de octubre de 2012  | Saguenay, Canadá  | Dura          | Madison Keys      | 4-6, 2-6       |
| Ganadora  | 6.  | 4 de noviembre de 2012 | Toronto, Canadá   | Dura          | Sharon Fichman    | 6-1, 6-2       |

### Dobles: 2 (1–1)
| Resultado | N.º | Fecha               | Torneo                 | Superficie    | Pareja             | Rivales                            | Resultado        |
| --------- | --- | ------------------- | ---------------------- | ------------- | ------------------ | ---------------------------------- | ---------------- |
| Finalista | 1.  | 9 de julio de 2011  | Waterloo, Canadá       | Tierra batida | Megan Moulton-Levy | Alexandra Mueller Asia Muhammad    | 6-3, 3-6, [10-7] |
| Ganadoras | 1.  | 22 de abril de 2012 | Dothan, Estados Unidos | Tierra batida | Jessica Pegula     | Sharon Fichman Marie-Ève Pelletier | 6-4, 4-6, [10-5] |

## Finales de Grand Slam Júnior

### Individuales (1)
| Año  | Campeonato | Superficie | Oponente        | Marcador final |
| ---- | ---------- | ---------- | --------------- | -------------- |
| 2012 | Wimbledon  | Hierba     | Elina Svitolina | 6-2, 6-2       |

### Dobles (2)
| Año  | Campeonato | Superficie | Pareja          | Oponentes                 | Marcador final |
| ---- | ---------- | ---------- | --------------- | ------------------------- | -------------- |
| 2011 | Wimbledon  | Hierba     | Grace Min       | Demi Schuurs Tang Haochen | 5-7, 6-2, 7-5  |
| 2012 | Wimbledon  | Hierba     | Taylor Townsend | Belinda Bencic Ana Konjuh | 6-4, 6-3       |

### Vida personal
Bouchard comenzó su relación sentimental con el jugador de la NFL, Mason Rudolph el 15 de febrero del 2021.